# NGC 2443
NGC 2443 je galaksija u zviježđu Letećoj ribi.

## Vanjske poveznice
- SEDS: NGC 2443